# Борци (Језеро)
Борци су насељено мјесто у општини Језеро, Република Српска, БиХ. Према попису становништва из 1991. у насељу је живјело 227 становника.

## Историја
До распада Југославије и рата у БиХ место је било у саставу некадашње општине Јајце. Део насеља Борци се налази у ентитету Федерација Босне и Херцеговине, према попису становништва из 2013. године у том делу насеља нема становника.

## Становништво
| Националност | 1991.        |
| Срби         | 168 (74,00%) |
| Хрвати       | 59 (26,00%)  |
| Укупно       | 227          |

| Демографија | Демографија | Демографија |
| Година      | Становника  | Становника  |
| ----------- | ----------- | ----------- |
| 1961.       | 342         |             |
| 1971.       | 340         |             |
| 1981.       | 326         |             |
| 1991.       | 227         |             |
| 2013.       | 19          |             |